# Konstantin II. Řecký
Konstantin II. Řecký (řecky Κωνσταντίνος, Kontantinos; 2. června 1940 Psychiko – 10. ledna 2023 Athény) byl v letech 1964–1973 král Řecka. Nastoupil na trůn po smrti svého otce v roce 1964 a vládl de iure do roku 1973, kdy ho vojenská junta svrhla a vyhlásila republiku, de facto však vládl jen do roku 1967, kdy opustil Řecko. Stal se šestým a posledním králem Řecka z dynastie Glücksburgů, vedlejší linie Oldenburgů.

## Mládí
Princ Konstantin řecký a dánský se narodil 2. června 1940 v Psychiku (blízko Athén) jako jediný syn řeckého krále Pavla I. a jeho ženy Frederiky Hannoverské. Pojmenován je po svém dědečkovi králi Konstantinovi I.
Vystudoval tři vojenské akademie, a to leteckou, armádní a námořní. Navštěvoval také speciální školu leteckých ozbrojených sil NATO v Německu a Athénskou univerzitu, kde studoval práva.

### Sport
V mládí hodně sportoval. V roce 1960 se zúčastnil letních olympijských her v Římě a vyhrál zlatou medaili v jachtingu (třída Dragon). Měl černý pásek v karate, byl dobrý plavec a běžec, také jezdil na koni a hrál squash.

## Vláda
V roce 1964, krátce před uzavřením sňatku, král Pavlos zemřel a Konstantinos nastoupil na trůn. Byl tehdy hodně nezkušený a pod silným vlivem své matky. V zemi probíhal boj za demokratizaci politického života. Řecko bylo polarizované mezi monarchisty a republikány.

### Převrat a vláda vojenské junty
V roce 1967 se měly konat volby, avšak v noci z 20. na 21. dubna 1967 provedli tři armádní důstojníci Georgios Papadopulos, Nikolaos Makarezos a Stylianos Pattakos státní převrat a zavedli v zemi výjimečný stav. Záhy byl rozpuštěn parlament a vlády v zemi se ujala vojenská diktatura (junta) s ultranacionálními a protilevicovými rysy. Následně se junta začala zbavovat svých odpůrců ve všech významných oblastech kulturního a společenského života. Řecký král Konstantin II. po nezdařeném ozbrojeném povstání proti režimu opustil zemi. Junta na to reagovala ustavením regenta. Král pobýval v Římě, kam za ním představitelé junty poslali prostředníky vyjednat podmínky jeho návratu do země, král však trval na úplném zavedení demokracie. S tím nový režim nesouhlasil. V listopadu 1968 byla vyhlášena ústava, která sice nezrušila monarchii, ale zbavila krále veškerých možných práv. V roce 1973 došlo k dalšímu převratu a ve zfalšovaném všelidovém hlasování bylo rozhodnuto, že se Řecko stane republikou. Monarchie tak byla zrušena a král měl zakázán návrat do země. Události v červenci 1974 vedly k pádu vojenského režimu, byla obnovena civilní vláda a vyhlášeno další referendum, v němž většina Řeků potvrdila zrušení monarchie.

## Život v exilu
Král Konstantin II. se do Řecka vrátil až v roce 1981 na pohřeb své matky Friederiky. Bylo mu dovoleno strávit ve své vlasti pouze několik hodin. Na začátku 90. let se začal objevovat častěji v řeckých médiích. V roce 1992 uzavřel dohodu s konzervativní vládou premiéra Konstantina Mitsotakise, v níž postoupil většinu svých pozemků v Řecku neziskové nadaci výměnou za bývalý královský palác Tatoi a možnost odvézt si z Řecka movitý majetek.

## Spor s řeckou vládou
V roce 1993 navštívil Řecko znovu, ale vládě se nelíbilo jeho cestování po zemi a žádala ho, aby ihned Řecko opustil. V roce 1994 druhá vláda Andrease Papandrea zbavila Konstantina veškerého zbylého majetku v Řecku i řeckého občanství. Konstantinos tehdy žaloval stát za porušování lidských práv u mezinárodního soudu a získal peněžní kompenzaci ve výši 4 mil. € za propadlý majetek. Nebylo mu však vráceno řecké občanství ani pas, pokud si nepořídí příjmení, které Konstantinos do té doby odmítal používat, odvolávaje se na to, že jeho rodina příjmení nemá. Používal královský titul podle mezinárodních protokolů,[zdroj⁠?!] ale ústava řecké republiky šlechtické tituly neuznává[zdroj⁠?!]. Až do roku 1994 byl jeho oficiální řecký pas vystaven na jméno Konstantinos, bývalý král Řecka. Nový zákon toto zakazuje, ale Konstantinos se odmítal podřídit a dále používá titul Král Konstantin.

## Rodina
V roce 1964 se oženil s princeznou Anne-Marií, sestrou dánské královny Markéty II. Z jejich svazku vzešlo pět dětí:
- 1. Alexia (* 10. 7. 1965 Korfu)
  - ⚭ 1999 Carlos Morales Quintana (* 31. 12. 1970 Lanzarote),
- 2. Pavel (* 20. 5. 1967 Tatoi), titulární korunní princ
  - ⚭ 1995 Marie-Chantal Miller (* 17. 9. 1968 Londýn)
- 3. Nikolas (* 1. 10. 1969 Řím)
  - ⚭ 2010 Tatiana Ellinka Blatnik (* 28. 8. 1980 Caracas)
- 4. Teodora (* 9. 6. 1983 Londýn), herečka
- 5. Filippos (* 26. 4. 1986 Londýn)
  - ⚭ 2020 Nina Nastassja Flohrová (* 22. 1. 1987 Svatý Mořic)

## Vyznamenání
- 1962: dánský Řád slona
- 1962: norský Řád sv. Olafa
- 1962: španělský Řád zlatého rouna

## Vývod z předků
|                      |                                       |  |                     |                                     |  |  |  |  |  |  |  | Kristián IX. |
|                      |                                       |  |                     |                                     |  |  |  |  |  |  |  |              |
|                      | Jiří I. Řecký                         |  |                     |                                     |  |  |  |  |  |  |  |              |
|                      |                                       |  |                     |                                     |  |  |  |  |  |  |  |              |
|                      |                                       |  |                     | Luisa Hesensko-Kasselská            |  |  |  |  |  |  |  |              |
|                      |                                       |  |                     |                                     |  |  |  |  |  |  |  |              |
|                      | Konstantin I. Řecký                   |  |                     |                                     |  |  |  |  |  |  |  |              |
|                      |                                       |  |                     |                                     |  |  |  |  |  |  |  |              |
|                      |                                       |  |                     | Konstantin Nikolajevič Ruský        |  |  |  |  |  |  |  |              |
|                      |                                       |  |                     |                                     |  |  |  |  |  |  |  |              |
|                      | Olga Konstantinovna Romanovová        |  |                     |                                     |  |  |  |  |  |  |  |              |
|                      |                                       |  |                     |                                     |  |  |  |  |  |  |  |              |
|                      |                                       |  |                     | Alexandra Sasko-Altenburská         |  |  |  |  |  |  |  |              |
|                      |                                       |  |                     |                                     |  |  |  |  |  |  |  |              |
|                      | Pavel I. Řecký                        |  |                     |                                     |  |  |  |  |  |  |  |              |
|                      |                                       |  |                     |                                     |  |  |  |  |  |  |  |              |
|                      |                                       |  |                     | Vilém I. Pruský                     |  |  |  |  |  |  |  |              |
|                      |                                       |  |                     |                                     |  |  |  |  |  |  |  |              |
|                      | Fridrich III. Pruský                  |  |                     |                                     |  |  |  |  |  |  |  |              |
|                      |                                       |  |                     |                                     |  |  |  |  |  |  |  |              |
|                      |                                       |  |                     | Augusta Sasko-Výmarská              |  |  |  |  |  |  |  |              |
|                      |                                       |  |                     |                                     |  |  |  |  |  |  |  |              |
|                      | Sofie Pruská                          |  |                     |                                     |  |  |  |  |  |  |  |              |
|                      |                                       |  |                     |                                     |  |  |  |  |  |  |  |              |
|                      |                                       |  |                     | Albert Sasko-Kobursko-Gothajský     |  |  |  |  |  |  |  |              |
|                      |                                       |  |                     |                                     |  |  |  |  |  |  |  |              |
|                      | Viktorie Sasko-Koburská               |  |                     |                                     |  |  |  |  |  |  |  |              |
|                      |                                       |  |                     |                                     |  |  |  |  |  |  |  |              |
|                      |                                       |  |                     | Viktorie                            |  |  |  |  |  |  |  |              |
|                      |                                       |  |                     |                                     |  |  |  |  |  |  |  |              |
| Konstantin II. Řecký |                                       |  |                     |                                     |  |  |  |  |  |  |  |              |
|                      |                                       |  |                     |                                     |  |  |  |  |  |  |  |              |
|                      |                                       |  | Jiří V. Hannoverský |                                     |  |  |  |  |  |  |  |              |
|                      |                                       |  |                     |                                     |  |  |  |  |  |  |  |              |
|                      | Ernest Augustus Hannoverský           |  |                     |                                     |  |  |  |  |  |  |  |              |
|                      |                                       |  |                     |                                     |  |  |  |  |  |  |  |              |
|                      |                                       |  |                     | Marie Sasko-Altenburská             |  |  |  |  |  |  |  |              |
|                      |                                       |  |                     |                                     |  |  |  |  |  |  |  |              |
|                      | Arnošt August Brunšvický              |  |                     |                                     |  |  |  |  |  |  |  |              |
|                      |                                       |  |                     |                                     |  |  |  |  |  |  |  |              |
|                      |                                       |  |                     | Kristián IX.                        |  |  |  |  |  |  |  |              |
|                      |                                       |  |                     |                                     |  |  |  |  |  |  |  |              |
|                      | Thyra Dánská                          |  |                     |                                     |  |  |  |  |  |  |  |              |
|                      |                                       |  |                     |                                     |  |  |  |  |  |  |  |              |
|                      |                                       |  |                     | Luisa Hesensko-Kasselská            |  |  |  |  |  |  |  |              |
|                      |                                       |  |                     |                                     |  |  |  |  |  |  |  |              |
|                      | Frederika Hannoverská                 |  |                     |                                     |  |  |  |  |  |  |  |              |
|                      |                                       |  |                     |                                     |  |  |  |  |  |  |  |              |
|                      |                                       |  |                     | Fridrich III. Pruský                |  |  |  |  |  |  |  |              |
|                      |                                       |  |                     |                                     |  |  |  |  |  |  |  |              |
|                      | Vilém II. Pruský                      |  |                     |                                     |  |  |  |  |  |  |  |              |
|                      |                                       |  |                     |                                     |  |  |  |  |  |  |  |              |
|                      |                                       |  |                     | Viktorie Sasko-Koburská             |  |  |  |  |  |  |  |              |
|                      |                                       |  |                     |                                     |  |  |  |  |  |  |  |              |
|                      | Viktorie Luisa Pruská                 |  |                     |                                     |  |  |  |  |  |  |  |              |
|                      |                                       |  |                     |                                     |  |  |  |  |  |  |  |              |
|                      |                                       |  |                     | Fridrich VIII. Šlesvicko-Holštýnský |  |  |  |  |  |  |  |              |
|                      |                                       |  |                     |                                     |  |  |  |  |  |  |  |              |
|                      | Augusta Viktorie Šlesvicko-Holštýnská |  |                     |                                     |  |  |  |  |  |  |  |              |
|                      |                                       |  |                     |                                     |  |  |  |  |  |  |  |              |
|                      |                                       |  |                     | Adléta z Hohenlohe-Langenburgu      |  |  |  |  |  |  |  |              |
|                      |                                       |  |                     |                                     |  |  |  |  |  |  |  |              |

Konstantin II. byl pravnuk německého císaře Viléma II. a prapravnuk britské královny Viktorie a dánského krále Kristiána IX. Mezi jeho předky patří také ruský car Mikuláš I.